# Xisto Graciliano Filho
Xisto Graciliano Filho, mais conhecido como Xistinho  (Santa Maria da Boa Vista, 31 de maio de 1942 – Petrolina, 15 de novembro de 2023), foi um político brasileiro. Foi prefeito do município de Santa Maria da Boa Vista entre 1983 a 1989. Trabalhou na área da agropecuária, sendo um dos mais importantes criadores do município do sertão de Boa Vista e região.
Morreu em 15 de novembro de 2023 aos 83 anos vítima de infarto, após 4 dias internado em um hospital particular em Petrolina para tratar uma pneumonia.